# Palmitoleinsyra
Palmitoleinsyra, fettsyra 16:1, är en enkelomättad Omega 7-syra och är bra för slemhinnor samt ögonhälsa. Fettsyran är kroppsegen, dvs. att den skapas av kroppen, i motsats till t.ex. de essentiella fettsyrorna -3 och -6. Produktionen dämpas dock vid hög stress, dålig kosthållning, vissa sjukdomar som t.ex. Sjögrens syndrom, eller på grund av åldrande. Brist kan ge torr hud och torra, sköra slemhinnor, och det kan då vara bra att lägga in som kosttilskott tills kroppen har återhämtat sig. Fettsyran förekommer även i vissa livsmedel.